# Жанашарський сільський округ
Жанаша́рський сільський округ (каз. Жаңашар ауылдық округі, рос. Жанашарский сельский округ) — адміністративна одиниця у складі Єнбекшиказахського району Алматинської області Казахстану. Адміністративний центр — село Жанашар.
Населення — 8394 особи (2021; 6673 у 2009, 5199 у 1999, 5291 у 1989).
Станом на 1989 рік існувала Жанашарська сільська рада (села Базаркельди, Жанашар, Космос).

## Склад
До складу округу входять такі населені пункти:
| Населений пункт   | Населення, осіб (1989) | Населення, осіб (1999) | Населення, осіб (2009) | Населення, осіб (2021) |
| ----------------- | ---------------------- | ---------------------- | ---------------------- | ---------------------- |
| Базаркельди, село | 728                    | 612                    | 1060                   | 739                    |
| Жанашар, село     | 2817                   | 2878                   | 3561                   | 5645                   |
| Космос, село      | 1746                   | 1709                   | 2052                   | 2010                   |